# 아원자 입자

헬륨 원자는 중성자 두 개와 양성자 두 개, 전자 두 개로 이루어져 있다.

아원자 입자(亞原子 粒子, 영어: subatomic particle)는 중성자, 양성자, 전자처럼 원자보다 작은 입자를 의미한다. 중성미자, 반전자, 반양성자, 반중성자, 뮤온, 보손도 아원자 입자임이 나중에 밝혀졌다. 아원자 입자에는 중성자 또는 양성자 같은 복합적인 입자나 기본적인 입자 모두를 포함할 수 있는 범위이다. 입자물리학이나 핵물리학에서는 이러한 아원자 입자들과 그들이 어떻게 상호 작용하는지 그 과정을 연구한다. 빛이 파동 같은 성질을 나타낼 뿐만 아니라(파동성; 전자기파) 입자의 흐름처럼 행동할 수 있다는 사실(입자성; 광자)을 실험을 통하여 증명하였고 이를 바탕으로 빛도 아원자 입자임이 밝혀졌다. 이는 파동-입자 이중성의 개념으로 이어지게 되었다. 또 다른 개념 중 하나인 불확정성 원리는 위치와 운동량과 같은 입자들의 특성을 동시에 정확히 측정할 수 없다고 명시하고 있다. 후에 밝혀진 사실에 따르면 이 파동과 입자의 이중성은 광자뿐만 아니라 이보다 더 큰 입자에도 적용되는 성질로 밝혀지게 되었다. 양자장론의 틀에서 입자들의 상호작용은 해당하는 기본적인 상호 작용에서의 양자의 생성과 소멸로 이해할 수 있게 되었다. 이것은 입자물리학과 양자장론을 섞어 놓은 듯한 것이라 표현할 수 있다.

## 분류

### 구성 요소별
아원자 입자는 "원소"로서 여러 개의 다른 입자들과 결합해 있지 않고, "복합체"로서 두 개 이상의 기본 입자들과 결합되어 있는 형태이다. 다음은 여러 형태의 아원자 입자들이다. 
- 6가지 종류의 쿼크들 : 위 쿼크, 아래 쿼크, 맵시 쿼크, 기묘 쿼크, 꼭대기 쿼크(톱 쿼크 top quark), 바닥 쿼크(보텀 쿼크 bottom quark)
- 6가지 종류의 렙톤들 : 전자, 전자 중성미자, 뮤온, 뮤온 중성미자, 타우, 타우 중성미자
- 12가지의 보손들 : 전자석의 광자, 약한 힘의 W 보손 및 Z 보손등 3개, 강한 힘의 8개의 글루온
- 힉스 보손

여기서 설명된 모든 아원자 입자들은 실험을 통하여 규명되었는데, 가장 최근에 있었던 발견은 1995년에는 위 쿼크, 2000년에는 타우 중성미자가 새롭게 발견되었고 마지막으로 가장 최근에 발견된 아원자 입자는 2012년에 발견된 힉스 보손이다. 표준 모델의 다양한 확장은 기본 중력 입자와 그밖에 많은 기본 입자들의 존재를 예측했지만 현재 2021년 아직까지도 새롭게 발견된 아원자 입자 또는 기본 입자는 없다.

### 강입자
아원자 입자에서 거의 모든 합성 입자들은 글루온으로 결합된 여러 형태의 쿼크를 포함한다. (단, 여기서 포지트로늄, 뮤오늄처럼 쿼크가 존재하지 않는 몇가지 예외는 존재함.) 여기서 소수의 반쿼크를 포함하는 입자를 강입자라고 부른다. 색 구속이라고 불리는 현상으로 인하여 쿼크가 단독으로 발견되는 일은 없지만, 여러 쿼크가 결합하여 생성되는 강입자에선 항상 발생한다. 

## 같이 보기
- 푸앵카레 군, 보손, 페르미온
- 기본입자, 입자물리학, 입자의 목록, 표준 모형